# Jan Purwiński

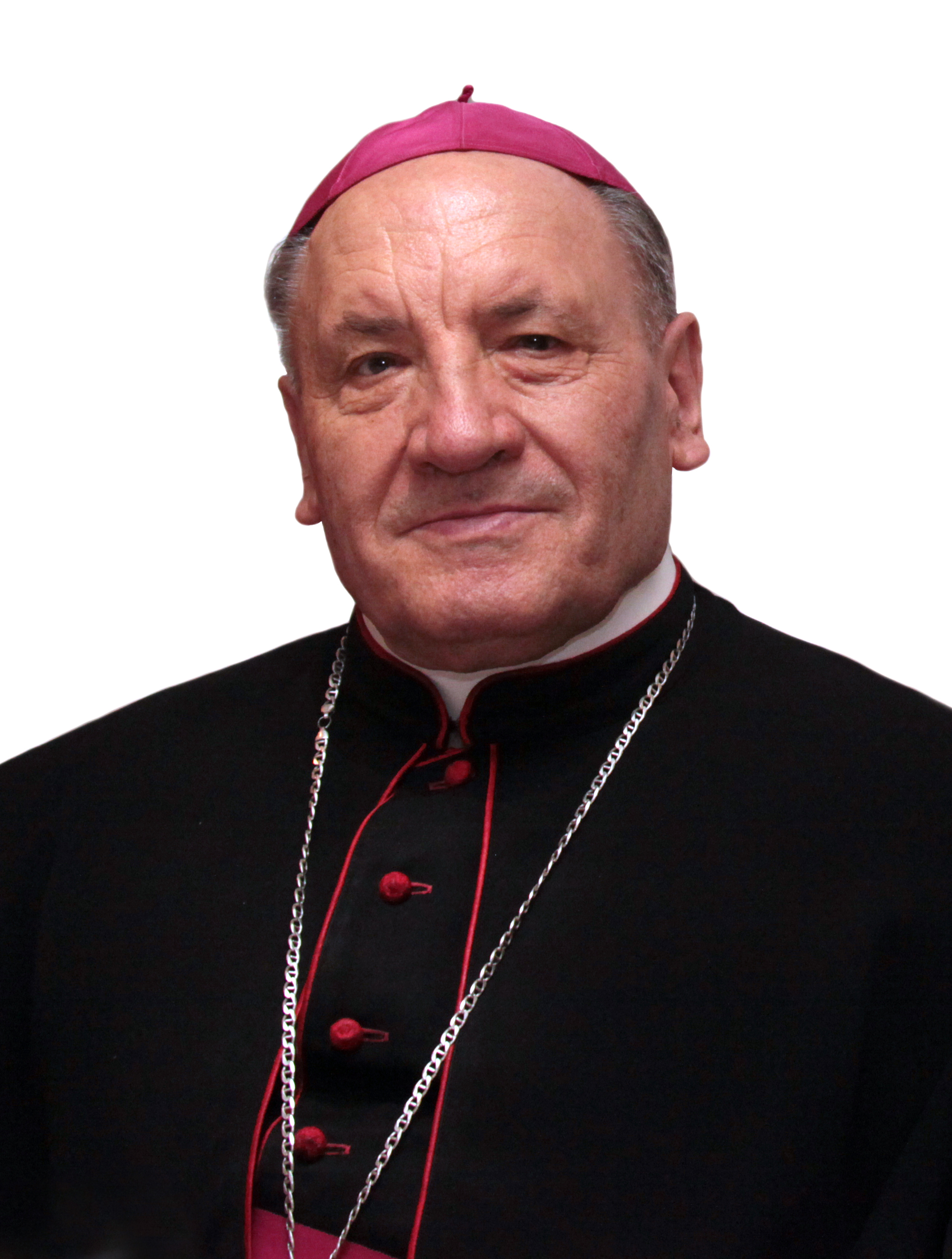
Jan Purwiński

Jan Purwiński (ukrainisch: Ян Пурвінський; * 19. November 1934 in Ilūkste, Lettland; † 6. April 2021) war ein ukrainischer Geistlicher und römisch-katholischer Bischof von Kiew-Schytomyr.

## Leben
Jan Purwiński wurde in einer polnischen Familie im ehemaligen polnischen Livland geboren. 1956 trat er in das Priesterseminar in Riga ein und studierte Philosophie und Theologie. Der Apostolische Administrator von Telšiai, Petras Maželis, spendete ihn am 13. April 1961 die Priesterweihe. Er war in Krāslava, das größtenteils von Polen bewohnt wurde und ab 1977 im ukrainischen Schytomyr in der Seelsorge tätig.
Papst Johannes Paul II. ernannte ihn am 16. Januar 1991 zum Bischof von Schytomyr. Die Bischofsweihe spendete ihm der Apostolische Delegat in der Sowjetunion, Francesco Colasuonno, am 4. März desselben Jahres; Mitkonsekratoren waren Tadeusz Kondrusiewicz, Apostolischer Administrator von Minsk, und Vilhelms Ņukšs, Weihbischof in Riga. 
Am 15. Juni 2011 nahm Papst Benedikt XVI. seinen altersbedingten Rücktritt an. Jan Purwiński verstarb Anfang April 2021 im Alter von 86 Jahren. Er war Verdienter der polnischen Kultur (2006) und wurde mit dem Verdienstorden der Republik Polen (2016) ausgezeichnet.